# 緬甸頭孔無鬚魮
緬甸頭孔無鬚魮（学名：Poropuntius shanensis）是輻鰭魚綱鯉形目鯉科頭孔無鬚魮屬的其中一個種，分布於亞洲緬甸，體長可達12.8公分，棲息在中底層水域。